# 정선옹주 묘역

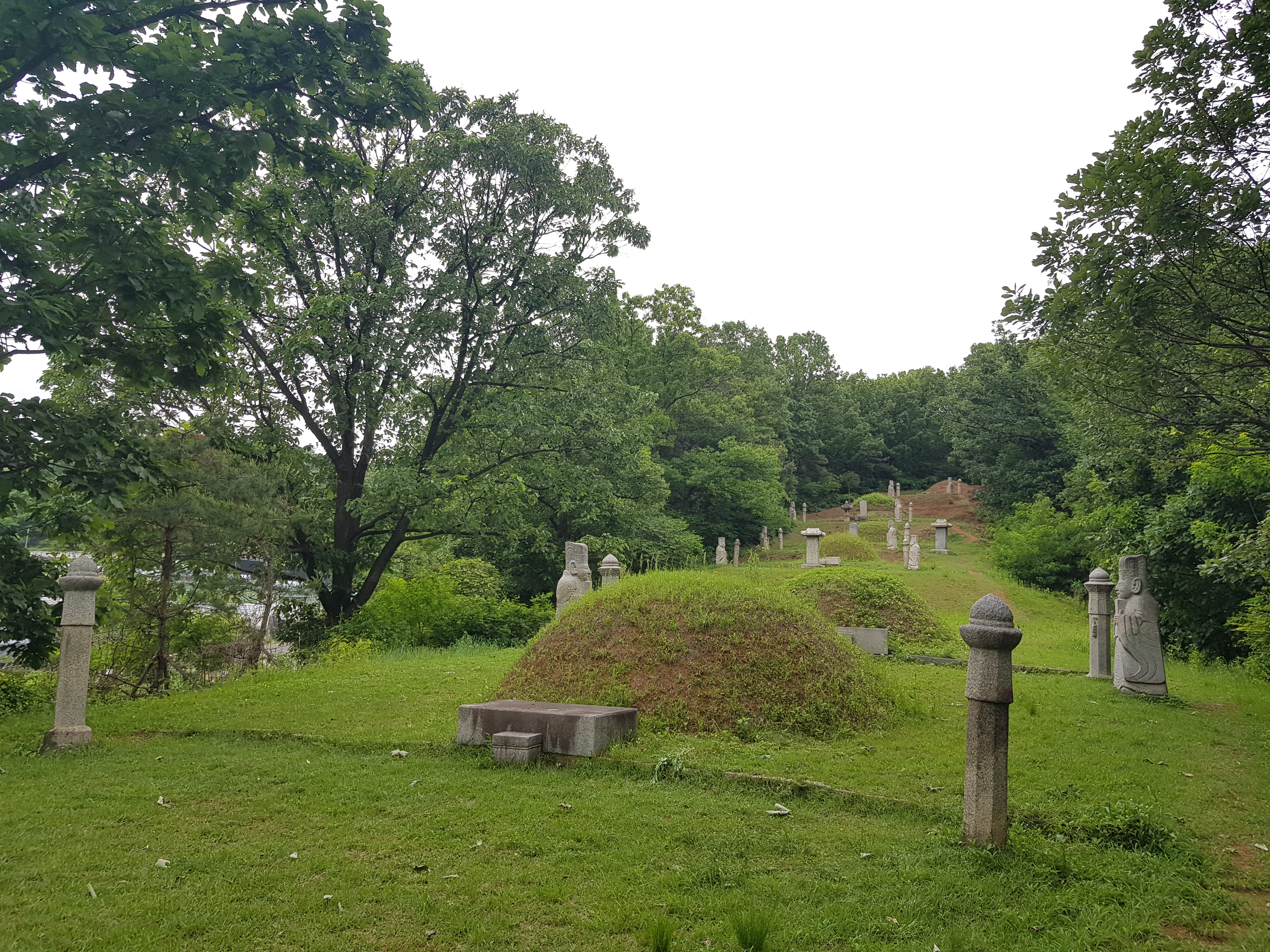
정선옹주 묘역

정선옹주 묘역(貞善翁主 墓域)은 안동 권씨의 묘지이다. 서울특별시 구로구 궁동 구로정보산업고등학교 북측에 위치하고 있다.
정선옹주(1594년 ~ 1614년)는 조선의 제14대 국왕인 선조의 일곱째 딸이다. 권대임과 혼인해 서울 구로구 궁동에 살았다. 궁궐 같은 큰 집에서 살았다고 해서 지명을 '궁동'으로 바꾸었다.
인근에는 안동 권씨의 묘와 기념관이 있다. 귀중한 연구 자료로 평가된다. 또한, 근처에 궁동생태공원이 있어 산책하기에도 좋다. 정선공주릉과 궁동생태공원은 구로구경(九老九景)의 하나이다.